# Сафаров, Гайрат Шавкатович
Гайрат Шавкатович Сафаров (узб. Gairat Shavkatovich Safarov; род. 27 января 1974, Термезский район, Сурхандарьинская область, УзССР, СССР) — узбекский инженер и политический деятель. Депутат Законодательной палаты Олий Мажлиса Республики Узбекистан III и IV созыва. Член Демократической партии Узбекистана «Миллий тикланиш».

## Биография
Родился 27 января 1974 года в Сурхандарьинской области.
В 1996 окончил Ташкентский институт инженеров ирригации и механизации сельского хозяйства, а в 2011 году —— Академию государственного и общественного строительства при Президенте Республики Узбекистан. Специальности: инженер-гидротехник, государственное управление.
Трудовую деятельность начал в 1996 году начальником механизированного мобильного сборного участка «Сурхон». В 2003—2007 годах работал начальником отдела «Тошкент гидромеханизация курилиш бошкармаси», в 2007—2008 годах — заместитель руководителя управления ирригационой системы «Сурхон-Шеробод». В 2008—2009 годах — директор государственного унитарного предприятия «Термиздавсувмахсуспудрат» Сурхандарьинской области, в 2009—2010 годах — первый заместитель хокима Бандихонского района. В 2010—2013 годах — заведующий Секретариатом комплекса хокимията Сурхандарьинской области по вопросам капитального строительства, коммуникаций, коммунального хозяйства и благоустройства. В 2013—2015 — директор Сурхандарьинского областного филиала общества с ограниченной ответственностью инжиниринговой компании «Кишлок курилиш инвест», в 2017—2018 — главный инспектор Государственной годах инспекции Сурхандарьинской области по контролю за использованием питьевой воды при Кабинете Министров Республики Узбекистан. С 2018 года является директором государственного унитарного предприятия «Тоза худуд» Сурхандарьинской области.
В 2019 году выдвинут кандидатом в депутаты Законодательной палаты Олий Мажлиса Республики Узбекистан от Демократической партии Узбекистана «Миллий тикланиш» от Ангорского избирательного округа № 77 Сурхандарьинской области. Член Комитета по вопросам экологии и охраны окружающей среды.